# Đảng Nhân quyền (Campuchia)
Đảng Nhân quyền (Kanakpak Sethi Manus) là một chính đảng ở Campuchia được thành lập ngày 22 tháng 7 năm 2007 và do Kem Sokha lãnh đạo. Những người chỉ trích cho rằng việc thành lập đảng này là nhằm làm suy yếu những đảng đối lập và nó được chi phối bởi đảng cầm quyền. Ảnh hưởng của đảng này ngày càng tăng lên ở Campuchia, đặc biệt là ở vùng nông thôn.
Tại cuộc bầu cử quốc hội tháng 7 năm 2008, đảng cầm quyền giành được chiến thắng vang dội và đảng Nhân quyền giành được 3 ghế.
Năm 2012, đảng hợp nhất với đảng Sam Rainsy để lập nên Đảng Cứu nguy dân tộc Campuchia.

## Kết quả tổng tuyển cử
| Bầu cử | Tổng số ghế giành được | Tổng số phiếu bầu | Phần trăm phiếu bầu | Kết quả bầu cử     | Lãnh đạo bầu cử |
| ------ | ---------------------- | ----------------- | ------------------- | ------------------ | --------------- |
| 2008   | 3 / 123                | 397.816           | 6,62%               | 3 ghế; phe đối lập | Kem Sokha       |